# TVP Kultura
TVP Kultura — польський національний тематичний телеканал суспільного мовлення з центром мовлення у Варшаві.
Програма каналу присвячена культурній тематиці.

## Історія
Запущений 24 квітня 2005 року о 17.00. З 1 січня 2015 року доступний лише на території Польщі: в кабельних мережах, на супутникових платформах та в мережі цифрового наземного телебачення. 23 жовтня 2019 року телеканал розпочав мовлення у форматі HD на 8-му наземному мультиплексі цифрового телебачення. За межами Польщі окремі програми телеканалу можна переглядати на «TVP Polonia».

## Доступ
«TVP Kultura» мовить з 7:00 до 5:00. Доступний через супутник та 115 кабельних мереж у загальному пакеті, а також у 3-му наземному цифровому телевізійному мультиплексі, однак з 23 жовтня 2019 року телеканал розпочав мовлення у форматі HD на 8-му мультиплексі цифрового наземного телебачення, що було пов'язано з ліквідацією каналу версії SD на 3-му цифровому наземному мультиплексі.

## Логотипи
| Період                          | Опис | Логотип |
| ------------------------------- | --- | ------- |
| 24 квітня 2005 – 10 квітня 2015 | Логотип TVP на чорному тлі із написом «KULTURA». Розміщувався на екрані у верхньому правому куті без фону.                      |         |
| З 11 квітня 2015                | Рожевий логотип TVP, під ним стилізований чорний напис «KULTURA» («R» — рожева). Розміщений на екрані у правому верхньому куті. |         |

### Тимчасовий логотип
У дні жалоби логотип замінюється на чорний.